# Casa Sürber
La Casa Sürber forma parte de un conjunto de seis casas patrimoniales que se ubican en la Avenida Juan Mackenna en la ciudad de Osorno. Estas casas reflejan la importancia de la colonización alemana en la cultura y en la arquitectura de Osorno.

## Historia
La presencia alemana en la zona de Osorno se remonta al gobierno de Manuel Bulnes, pues en su mandato se propuso el explotar e integrar económicamente las zonas comprendidas entre las ciudades de Valdivia y Puerto Montt.
A fines de la década de 1840, las familias alemanas comenzaron a instalarse en la zona, transformando el entorno, la cultural, no siendo la excepción la arquitectura. En el plano económico dieron impulso a la región en el ámbito agrícola, industrial y comercial.
La mayor parte de los colonos germanos que se asentaron en la ciudad de Osorno corresponden al puerto de Rotemburgo, razón por la cual la zona donde se ubican estas casas patrimoniales reciben el nombre de barrio de Rotemburgo.
Las viviendas fueron construidas en estilo neoclásico, siendo empleada la madera como material predominante. Las estructuras y el revestimiento fueron realizados en roble y para los pisos se utilizó madera de laurel y alerce.
Por su parte, la Casa Sürber fue construida por una familia del mismo nombre y actualmente se distingue por el tono rosa de su fachada. Esta vivienda junto con las demás casas patrimoniales de la Avenida Mackenna, fue declarada como Monumento Histórico en 1983, pues contribuye a ser parte de la historia de Osorno y un testimonio de la colonización alemana en la ciudad de Osorno.